# 제3대 벌링턴 백작 리처드 보일
제3대 벌링턴 백작 리처드 보일(Richard Boyle, 3rd Earl of Burlington, KG, PC, 1694년 4월 25일 ~ 1753년 12월 15일)은 영국의 건축가이자 미술 애호가로 제3대 벌링턴 백작이자 제4대 코크 백작(4th Earl of Cork)이다. 제2대 벌링턴 백작이자 제3대 코크 백작인 찰스 보일(Charles Boyle)의 아들로 잉글랜드 요크셔에서 태어났다. 영국 국왕의 자문기관인 추밀원의 고문(Privy Counsellor)이자 상원의원이었다. 1725년경에 안드레아 팔라디오의 라 로톤다를 모방하여 런던 근교에 치즈윅 하우스를 설계하였다.

## 서훈
- 1730년 가터 훈장